# Mediteranska lepezasta palma
Mediteranska lepezasta palma (niska žumara, grmasta žumara, lat. Chamaerops humilis) jedina palma u rodu Chamaerops. Na hladnoću je otporna do -11°C i stvara niže drvo, do 8 m te ponekad stvara grmove od više stabala. Ako se sadi na vrlo dobro ocijeđenom zemljištu može izdržati i nešto niže temperature. Ova vrsta je izrazito heliofilna pa stoga traži puno sunce. Po obliku je vrlo varijabilna. 
Stanište joj je sjeverni Maroko i Iberski poluotok a autohtona je i na Azurnoj obali, a posebno se često sreće u kulturi u cijelom mediteranskom i submediteranskom području, s tim da pojedinačnih primeraka ima i u središnjoj Europi, pa čak i u južnoj Švedskoj (uz zaštitu zimi) .
Listovi joj stradaju od leda, a terminalni pup je dosta osjetljiv na dulja razdoblja vlage. Lišće je zeleno do tamnozeleno. Na stablu, koje se blago širi od podnožja prema vrhu, su primjetni ostatci peteljki (više u gornjem delu),uglavnom pretvoreni u bodlje. Stvara izdanke iz korijena pomoću kojih se može razmnožavati. Cvjetovi su žute boje (dvodoma biljka). Ovu palmu treba normalno zalijevati no može izdržati duga razdoblja suše. Smatra se da je jedna od dvije europske autohtone palme, uz Phoenix theophrastii, a definitivno je jedina koja se može naći na kontinentalnom djelu. Na jadranskoj obali donedavno nije bila prisutna u većim količinama međutim u zadnje se vrijeme počinje saditi po parkovima a osobito u betonske žardinjere kao ukras primorskih gradova.